# Ceresium flavipes
Ceresium flavipes là một loài bọ cánh cứng trong họ Cerambycidae.